# Transfiguración (Pordenone)

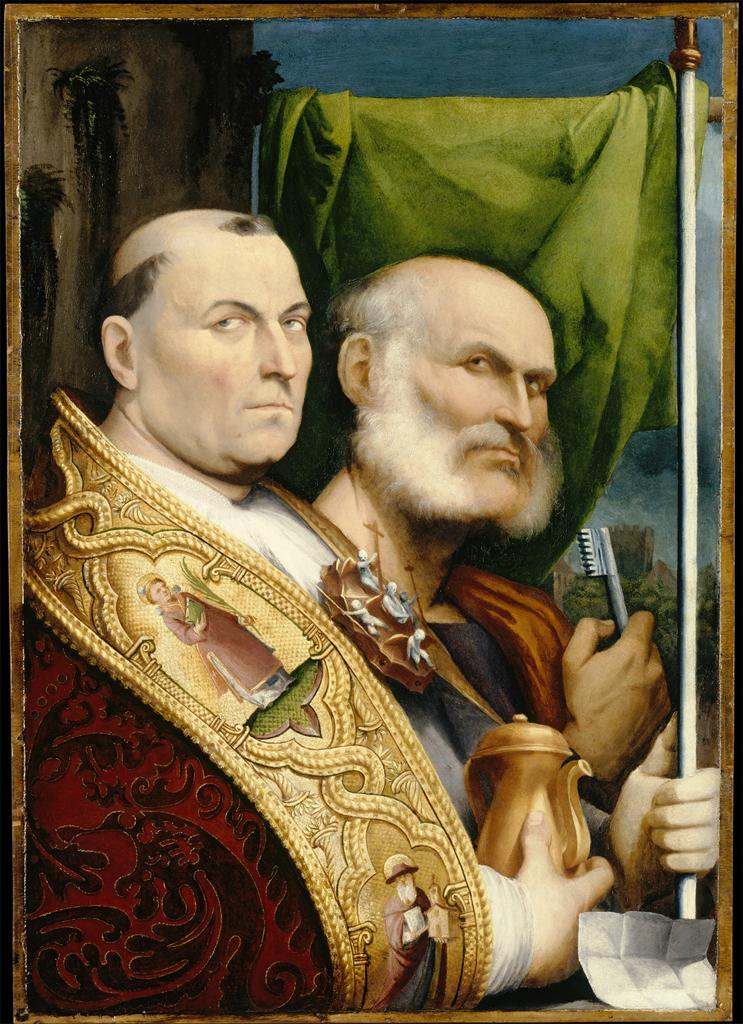
Raleigh Carolina del Norte - North Carolina Museum of Art - San Prosdócimo y San Pedro.

La Transfiguración de Pordenone es una pintura al temple sobre tabla de hacia 1515-1516, actualmente en la Pinacoteca de Brera de Milán.
Originalmente formaba el panel central de un tríptico para la iglesia de San Salvatore en Collalto, cerca de Treviso. Cada panel lateral mostraba una pareja de santos: San Prosdócimo y San Pedro (Museo de Arte de Carolina del Norte) y San Juan Bautista y San Jerónimo (actualmente perdido). Su colorido prefigura el de Giorgione.